# الگوی بدن

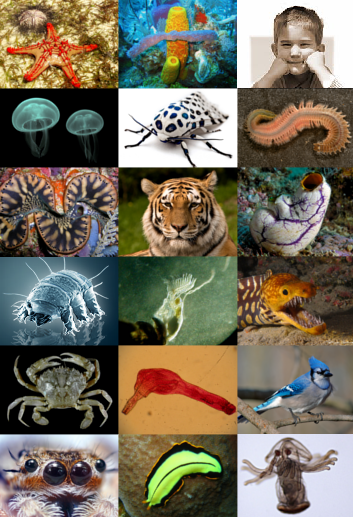
گروه‌های مدرن جانوران را می‌توان بر اساس آرایش ساختار بدنشان دسته‌بندی کرد، بنابراین گفته می‌شود که دارای طرح‌های بدنی متفاوتی هستند.

الگوی بدن (به انگلیسی: Body plan) یا الگوی زمینه مجموعه‌ای از ویژگی‌های ریخت‌شناسی مشترک برای بسیاری از اعضای یک دسته از جانوران است. مهره‌داران دارای یک الگوی بدنی مشترک هستند، در حالی که بی‌مهرگان تعداد زیادی دارند.
این اصطلاح که معمولاً دربارهٔ جانوران به کار می‌رود، یک «طرح نقشه» را دربر می‌گیرد که جنبه‌هایی مانند تقارن، لایه‌ها، بندبند شدن، عصب، اندام و وضعیت روده را دربر می‌گیرد. زیست‌شناسی فرگشتی به دنبال توضیح خاستگاه الگوهای بدنی گوناگون است.
الگوهای بدن در طول تاریخ در نظر گرفته شده است که در یک لحظه در زیواگان ادیاکران فرگشت یافته است. پر کردن انفجار کامبرین با نتایج، و درک دقیق‌تر از فرگشت جانوران، رشد تدریجی الگوهای بدن را در سراسر پالئوزوئیک اولیه نشان می‌دهد. مطالعات اخیر در جانوران و گیاهان بررسی این موضوع را آغاز کردند که آیا محدودیت‌های فرگشتی در ساختارهای الگوی بدن می‌تواند وجود محدودیت‌های رشدی را در طول جنین‌زایی توضیح دهد، مانند پدیده‌ای که به عنوان «مرحله تبارزایی» نامیده می‌شود.

## تاریخ
در میان جانورشناسان پیشگام، لینه دو الگوی بدن در خارج از مهره‌داران را شناسایی کرد. کوویر سه نفر را شناسایی کرد و هکل چهار، و همچنین پروتیستا با هشت بیشتر، در مجموع دوازده. برای مقایسه، تعداد شاخه‌های شناسایی‌شده توسط جانورشناسان مدرن به ۳۶ افزایش یافته است.

## خاستگاه
۲۰ تا از ۳۶ الگوی بدن در دوره کامبرین، در " انفجار کامبرین " منشأ گرفتند، با این حال، الگوهای بدن کامل در بسیاری از شاخه‌ها خیلی دیرتر، در پالئوزوئیک یا فراتر از آن پدیدار شدند.